# 伯朗大道
伯朗大道（はくろうだいどう、Mr. Brown Avenue ）は台湾台東県池上郷錦園村から萬安村、新興村に跨る農道。自動車は進入できない。正式名称は錦新三号道路。電柱が1本もない風景が広がっている。

## 沿革
元々一帯は飲料メーカーの金車（King Car）が展開する缶コーヒーのCMで有名だった。そのブランドから錦新三号道路は伯朗咖啡（ミスター・ブラウン・コーヒー）に因んだ「伯朗大道」として知られるようになった、
2013年の金城武が出演したエバー航空のCMで一躍有名となり、ロケ地目当てに観光客が押し寄せるようになった。
急激に観光客が増えたため、観光公害も顕著になった。周辺は台湾のブランド米である「池上米」の産地だが、農地に撮影に熱中になるあまり無断進入とそれに伴って作物が踏み荒らされる事例が相次いた。
また、CMの金城起用に積極的だった当時のエバー航空董事長である張國煒自らが現地に出向き謝罪、池上米を台湾を出発する自社便の機内食用食材に採用することを約束するなど事態の鎮静化を図った。
こういった被害をなくそうと、郷公所は文化資産（文化景観）の登録を県に対して申請。登録名義を池上三生文化産業緑廊から池上萬安老田区に変更を経て、2014年5月末に正式に登録された 。
しかし登録の動きが急だったことと詳細を知らされていなかった一部住民は、自宅の改築にも制約が生じたり、農作コストが上昇しかねないと不満を表明している。
また、初期はコメの収穫期だけだった農道の通行規制も2015年からは二輪車も含み農業従事者や通行許可証保持者以外の自家用車を通年で禁止するようになった。
この一帯は文化資産保存法第55条および道路管理処罰条例第5条、発展観光条例第18条に基づき行政側が交通規制を行使することがある。

### 金城武の樹
伯朗大道には1本のアカギがあり、CMで金城が茶を嗜むシーンが有名になったことから「金城武の樹（金城武樹）」と呼ばれるようになった。

### 蔡依林の樹
2017年4月5日、歌手の蔡依林（ジョリン・ツァイ）が観光で伯朗大道を訪れ、金城武の樹から東方約100メートルにある脇道のアカギの樹を自撮りし、閨蜜樹としてSNSに投稿すると、金城武樹同様観光客が殺到した。池上郷公所はこの樹を「蔡依林樹」と正式に命名し、伯朗大道の新たな名所となった。行政区画としては萬安村となる。

## 県外の伯朗大道
|                |        |        |
| 苗栗版伯朗大道 | 宜蘭版 | 桃園版 |

金城武の樹と田園風景の組み合わせが代名詞となったことから、台湾各地で同様のものが「〇〇の伯朗大道」と呼ばれるようになった。（樹木だけのものは金城武の樹#各地の金城武樹を参照）
宜蘭県冬山郷三奇村の農道も同様の美しさから「宜蘭版伯朗大道」と呼ばれているが、冬山郷公所により正式に「稻間美徑」と命名された。
その他にも桃園市亀山区楓樹村や、台南市六甲区などで半ば村おこし的に提唱されている。
苗栗県西湖郷下埔村でも（郷道苗33線）沿いのセンダンの樹との組み合わせで「苗栗版伯朗大道」として知られるようになり、郷公所によって「黄金一路」と命名された。

## 交通
台湾鉄路管理局池上駅からレンタル自転車、またはバス（鼎東客運8176路）で保安宮下車

### 註釈
1. ↑  「閨蜜」は女友達を意味する中国語。

### 出展
1. ↑  （繁体字中国語）池上新開園老田區 文化部文化資産局 国家文化資産網
2. ↑  （繁体字中国語）“一條沒有電線桿的翠綠天堂路—伯朗大道”.   臺東縣觀光旅遊網. 2014年7月26日閲覧。
3. ↑  （繁体字中国語）“金城武樹下奉茶 長榮航空認養”. MSN旅遊. (2013年8月29日).  オリジナルの2013年9月1日時点におけるアーカイブ。 2014年7月26日閲覧。
4. ↑  “伯朗大道農田不堪踐踏　村長：留情不留禽-Ettoday旅遊雲”.   ETToday 東森旅雲網 (2014年7月15日). 2019年10月26日閲覧。
5. ↑  （繁体字中国語）“張國煒：長榮航優先採用池上米”.   中国時報 (2014年7月7日). 2019年10月10日閲覧。
6. ↑  （繁体字中国語）“建議更名池上萬安老田區 池上天堂路 成功登錄文化景觀”.   人間福報 (2014年5月1日). 2019年10月10日閲覧。
7. ↑  “「金城武の木」の田園風景、文化景観の指定を受ける／台湾・台東”.   フォーカス台湾 (2014年5月1日). 2019年10月10日閲覧。
8. ↑  （繁体字中国語）“金城武大道成文化景觀園區 農民不滿”.  民視 (2015年10月12日). 2019年10月10日閲覧。
9. ↑  （繁体字中国語）“萬安老田區保存爭議 座談會無共識”.  公共電視 (2015年12月11日). 2019年10月10日閲覧。
10. ↑  （繁体字中国語）“伯朗大道 全年禁行汽機車”.   中国時報 (2015年2月10日). 2019年10月10日閲覧。
11. ↑  （繁体字中国語）“遊客抱怨電話接不完...池上鄉：「金城武大道」全年交管是必要的”.   The News Lens (2015年4月7日). 2019年10月10日閲覧。
12. ↑  （繁体字中国語）“金城武樹小檔案”.   自由時報 (2014年7月24日). 2014年7月26日閲覧。
13. ↑  （繁体字中国語）“Jolin伯朗大道曬閨蜜樹　粉絲朝聖「蔡依林樹」”.   蘋果日報 (2017年4月5日). 2019年10月26日閲覧。
14. ↑  “台湾・台東 歌姫“ジョリンの木”に問い合わせ殺到 「金城武の木」のそば”.   フォーカス台湾 (2017年4月13日). 2019年10月10日閲覧。
15. ↑  （繁体字中国語）“除了金城武樹　台東伯朗大道還有"蔡依林樹"”.   中国電視公司 (2017年4月11日). 2019年10月10日閲覧。
16. ↑  （繁体字中国語）“伯朗大道真的有「蔡依林樹」了！　台東鄉公所正式命名”.   ETToday (2017年4月11日). 2019年10月26日閲覧。
17. ↑  （繁体字中国語）“繼金城武樹吸金5億後 "蔡依林樹"正式命名加持池上”.   年代新聞 (2017年4月11日). 2019年10月26日閲覧。
18. ↑  “宜蘭伯朗大道”.   宜蘭県政府 (2017年9月7日). 2019年10月10日閲覧。
19. ↑  （繁体字中国語）“別再叫我宜蘭版伯朗大道！ 冬山三奉路正名新封號”.   自由時報 (2018年6月6日). 2019年10月10日閲覧。
20. ↑  “楓樹坑”.   桃園市政府 (2018年11月4日). 2019年10月10日閲覧。
21. ↑  （繁体字中国語）“桃園楓樹小路　激似台東伯朗大道”.   TVBS/Youtube (2014年7月19日). 2019年10月10日閲覧。
22. ↑  （繁体字中国語）“台南「六甲版」伯朗大道 金城武樹 歡迎民眾來探訪”.   民報 Taiwan People News (2014年7月31日). 2019年10月10日閲覧。
23. ↑  （日本語）“西湖郷苗栗伯朗大道”.   苗栗県政府文化観光局 (2019年2月12日). 2019年10月26日閲覧。
24. ↑  （繁体字中国語）“苗栗版伯朗大道「擲筊」命名　鄉長：民意與神意的結合”.   三立新聞網 (2015年10月1日). 2019年10月26日閲覧。
25. ↑  （繁体字中国語）“公車路線資訊 8176”.  交通部公路総局. 2019年10月10日閲覧。